# Chemnitz-Stelzendorf

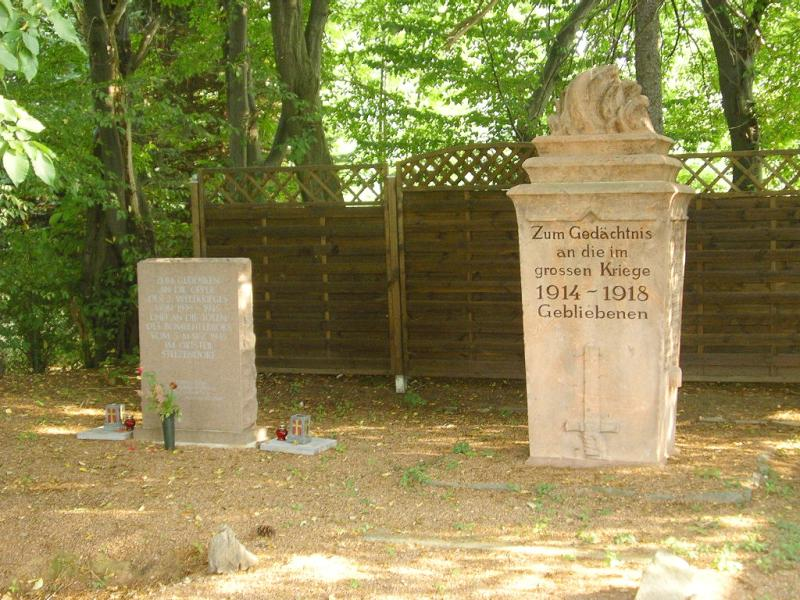
Mahnmal gegen Krieg und Völkerhass an der Jagdschänkenstraße – Die Weihe des Kriegerdenkmals (rechts im Bild) fand am 11. Juli 1926 statt.

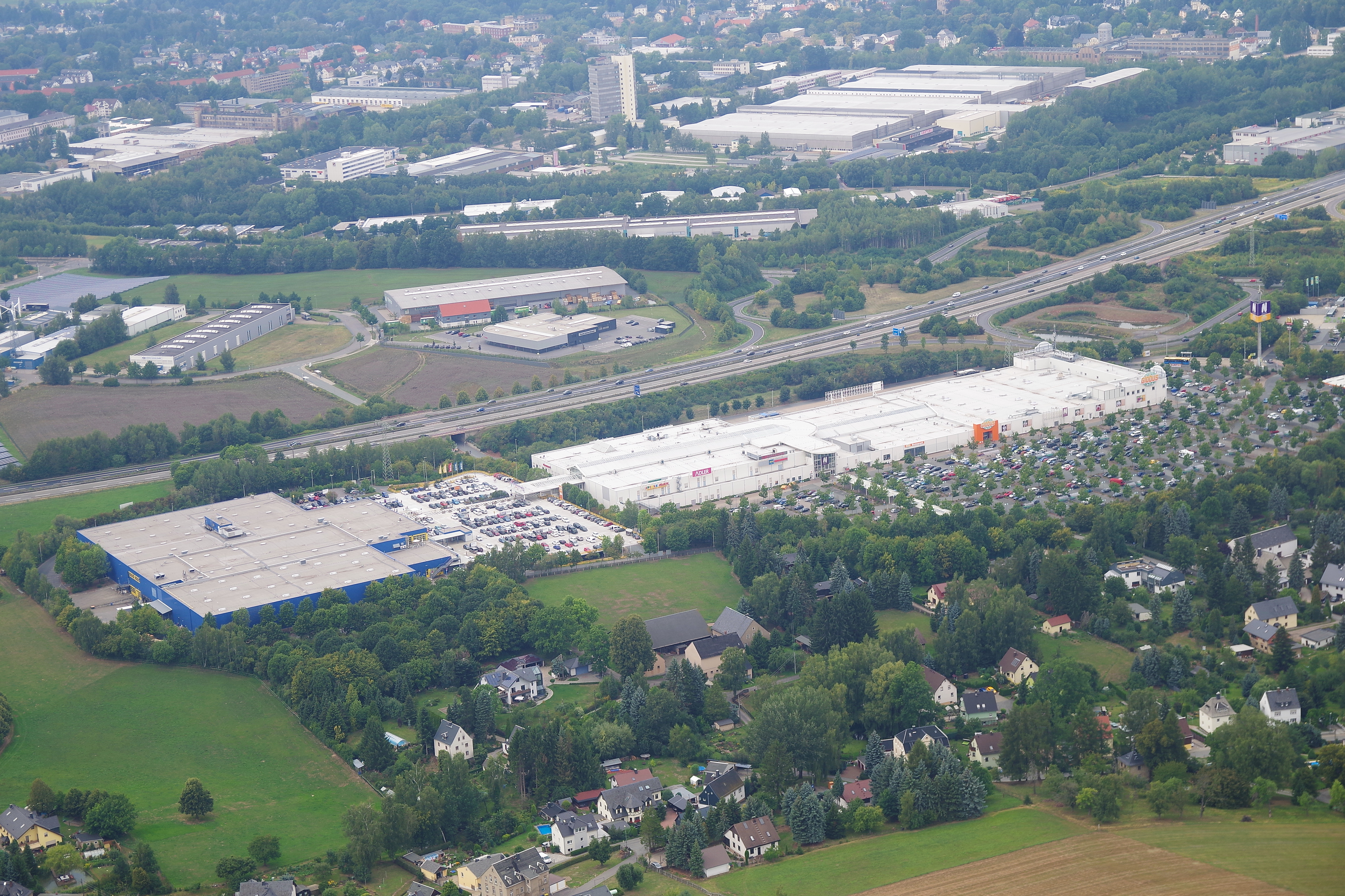
EKZ Neefepark

Stelzendorf, am Fuße des 419,6 m hohen Galgenberges gelegen, wurde im Zuge der Eingemeindung von Siegmar-Schönau Stadtteil von Chemnitz. Der im Westen liegende Stadtteil ist heute Wohnvorort. Der Stelzenbach durchfließt den Ort in nördliche Richtung und mündet dann in den Kappelbach. An den Stadtteil grenzen Schönau, Kappel und Morgenleite und Hutholz sowie die Gemeinde Neukirchen/Erzgeb. Im Norden befindet sich das 1994 eröffnete Einkaufscenter „Neefepark“.

## Geschichte
Stelzendorf, im Zuge der deutschen Ostkolonisation von thüringischen Bauern um 1150 gegründet, gilt als eines der ältesten Klosterdörfer zwischen dem Kappelbach und der Zwönitz. Im Zinsregister des Chemnitzer Benediktinerklosters wird es 1168 als „Stelcindorf“ (1518 „Steltzendorff“ = Dorf eines Stelcin, Lokator des Reichsministerials Heinrich von Wartha) erstmals genannt. Das Waldhufendorf wurde nach der Auflösung des Chemnitzer Benediktinerklosters Amtsdorf, kam dann 1662 an die Herrschaft der Freiherren von Taube in Neukirchen und wurde unter ihnen Rittergutsdorf. Nach Neukirchen war der Ort noch bis 1925 gepfarrt, eine eigene Kapelle wurde jedoch erst am 24. Juli 1954 eingeweiht. Seit 1839 Landgemeinde, wurde Stelzendorf am 1. Januar 1920 nach Siegmar, am 1. Juli 1950 nach Chemnitz eingemeindet.

## Jagdschänkenbad
Nahe der alten „Jagdschänke“ entstand 1936 aus einem seit den 1920er Jahren genutzten Badeteich das größte und modernste Sommerbad der Stadt Siegmar-Schönau. Es wurde 1968 bis 1972 aufwändig saniert, jedoch 1991 geschlossen. Während die geschlossenen Sommerbäder in Altchemnitz, Grüna und am Zeisigwald eingeebnet wurden, ist das Schwimmbecken, inzwischen von Sträuchern verwachsen, noch immer ersichtlich.
Das Gasthaus „Jagdschänke“ selbst wurde 1845/46 errichtet. Zuvor stand an derselben Stelle eine „Jagdhütte“, da sie ursprünglich noch im Wald lag. Die Schänke wurde 1958 geschlossen und das zunächst als Lagerraum genutzte Gebäude 1980 abgebrochen.

## Luthereiche
Die Luthereiche wurde anlässlich des 400. Geburtstages des Reformators Martin Luther durch den Schankwirt August Wägner am 10. November 1883 Nahe der Schaftreibe an der heutigen Luthereichenhöhe gepflanzt. Da der Galgenberg bis 1860 noch teilweise mit Eichen bewaldet war, wurde deshalb die Eiche als Sinnbild gewählt.

## Verkehr
Stelzendorf ist im Norden weitestgehend durch die B 173 (Neefestraße), im Süden durch die B 169 (Stollberger Straße) und im Westen durch die A 72 begrenzt.  
Mit dem Omnibussen der CVAG gelangt man mit den Linien 23, 26, 43 und 93 nach Stelzendorf.